# Скородумово (Ярославский район)

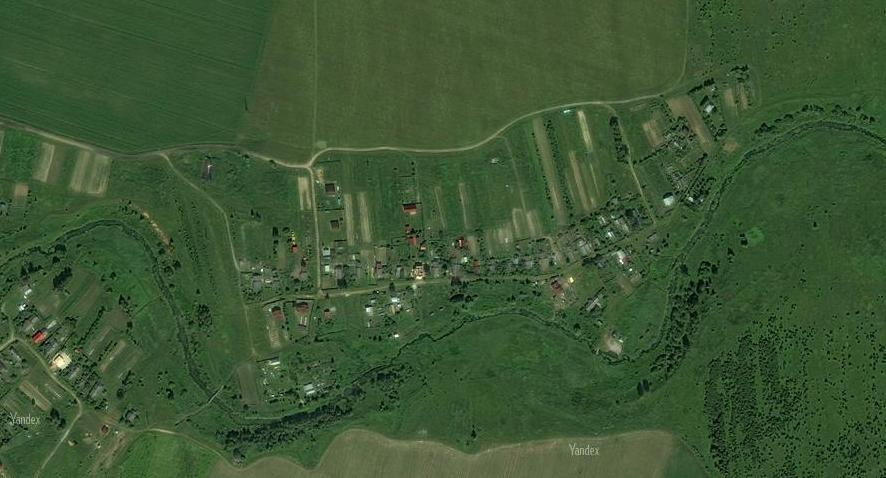
Вид из космоса

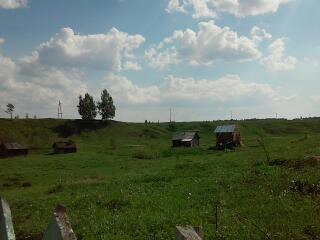
Типичное Скородумовское лето

Скородумово — деревня в Ярославском районе Ярославской области России.
В рамках административно-территориального устройства относится к Пестрецовскому сельскому округу Ярославского района, в рамках организации местного самоуправления включается в Заволжское сельское поселение.
Население  — 11 человек (2010), преимущественно русские.

## География
Деревня находится в центральной части области, в зоне хвойно-широколиственных лесов, к западу от автодороги 78К-0023, на расстоянии примерно 20 километров (по автодороге) от города Ярославля, административного центра области и района.  
Ближайшие населённые пункты — Маньково, Головинское, Тереховское, Бетегинское.
Через деревню протекает река Шиголость. Глубина реки в районе деревни около 2 метров, а ширина в среднем 4 метра. В реку стекает множество ручьёв из водных источников, от этого вода даже летом чистая и холодная.

### Климат
Климат характеризуется как умеренно континентальный, с умеренно холодной зимой и относительно тёплым влажным летом. Среднегодовая температура воздуха — +3,5 °C. Средняя температура воздуха самого холодного месяца (января) — −11,1 °C (абсолютный минимум — −46 °C); самого тёплого месяца (июля) — +18,2 °C (абсолютный максимум — +38 °C). Безморозный период длится около 214 дней. Годовое количество атмосферных осадков составляет около 646 миллиметров, из которых большая часть (около 70 %) выпадает в тёплый период. Устойчивый снежный покров держится около 151 дня. Среднегодовая скорость ветра — 4,7 м/с.
| Месяц                   | Янв. | Фев. | Мар. | Апр. | Май | Июнь | Июль | Авг. | Сен. | Окт. | Ноя. | Дек. |
| ----------------------- | ---- | ---- | ---- | ---- | --- | ---- | ---- | ---- | ---- | ---- | ---- | ---- |
| Абсолютный максимум     | +1   | +5   | +18  | +19  | +25 | +34  | +34  | +36  | +29  | +23  | +16  | +3   |
| Средняя температура, °C | -10  | -6   | +2   | +10  | +19 | +20  | +25  | +24  | +17  | +12  | 0    | -5   |
| Абсолютный минимум      | -36  | -12  | -5   | -1   | 0   | 10   | 12   | 17   | 10   | 0    | -8   | -21  |

## Часовой пояс
Скородумово, так же, как и вся Ярославская область, находится в часовом поясе, обозначаемом по международному стандарту как Moscow Time Zone (MSK/MSD). Смещение относительно Всемирного координированного времени UTC составляет +3:00 (MSD).

## Население
| 2007 | 2010 |
| ---- | ---- |
| 5    | ↘1   |

### Историческая численность населения
По состоянию на 1989 год в деревне проживало 28 человек.

### Национальный состав
Большинство русские по национальности, однако около 90 % населения признают себя потомками древних финно-угорских племён, точнее мерян, живших в этих местах в V—XVII веках. Об этом свидетельствуют многочисленные мерянские названия близлежащих объектов (река Шиголость, Диево-Городище, Кудринское озеро).

## Инфраструктура
Личное подсобное хозяйство с зоной сельскохозяйственного использования, индивидуальная застройка усадебного типа. Более половины домов построены в 40-е года XX века. Это простые сельские дома. Внутри дома чаще не более 3-х
комнат, обязательно в каждом из этих домов есть русская глиняная печь и сени. На окошках красивые резные наличники. В традиционных домах весь второй этаж занимает чердак, нежилое помещение.
Традиционным занятием издревле считается охота и рыболовство.

## Транспорт
Недалеко от Скородумово, в деревне Головинское останавливается автобус 122, который ходит от «Заволжья» до Диево-Городище.